# 9973 Szpilman
9973 Szpilman este un asteroid din centura principală de asteroizi.

## Descriere
9973 Szpilman este un asteroid din centura principală de asteroizi. A fost descoperit pe 12 iulie 1993 la Observatorul La Silla de Eric Walter Elst. El prezintă o orbită caracterizată de o semiaxă mare de 2,53 ua, o excentricitate de 0,17 și o înclinație de 1,5° în raport cu ecliptica.